# Arruns (frère de Tarquin l'Ancien)
Pour les articles homonymes, voir Arruns.
Arruns est le fils de Démarate de Corinthe, noble corinthien exilé de Grèce à la suite de troubles civils en 655 av. J.-C., et il est le frère de Lucumon, futur roi de Rome sous le nom de Tarquin l'Ancien. Il est aussi le grand-père de Tarquin Collatin, qui est un de ceux qui renversent Tarquin le Superbe, un des descendants de son frère.
Il meurt peu avant son père, qui ignore la grossesse de sa belle-fille, et lègue tous ses biens à son second fils, Lucumon, laissant le nouveau-né Égérius, fils posthume d'Arruns, dans la misère.